# Ди Меко, Марко
Марко Ди Меко (итал. Marco Di Meco; род. 5 февраля 1982, Кьети) — итальянский композитор и поэт.

## Биография
Он начал изучать флейту в Консерватории в Пескаре. После окончания консерватории он работал в качестве флейтиста в фанфаре Академии Ливорно. После военной службы он перебрался в Швейцарию, в Лугано. Здесь, помимо продолжения учёбы и проведения многочисленных концертов, он начал писать первые стихи. В 2014 году он выпустил свой первый альбом своих композиций под названием «5 Colori». Далее следуют альбомы «Rosalinda» в 2015 году и двойной альбом «Lucilla» в 2016 году. Он публикует несколько сборников стихов в Швейцарии и Италии. В феврале 2018 года он выпустил альбом «Against Capitalism Première Symphonie» (Против капитализма Первая симфония).

## Дискография
- 5 Colori, Wide Sound
- Rosalinda, Wide Sound
- Lucilla, Wide Sound
- Against Capitalism Première Symphonie, TuneCore
- Moon Mary Light, TuneCore